# Château de Fretaise
Le château de Fretaise ou château de Frétaize est un château en ruines situé à Ronnet, en France.

## Localisation
Le château est situé sur la commune de Ronnet, dans le département de l'Allier, en région Auvergne-Rhône-Alpes. Il se trouve à 2,5 km à vol d'oiseau au sud-ouest du bourg.

## Description
Le château de Fretaise est assis dans un beau parc sur une terrasse à mi-pente de la colline, il domine une vallée transformée en étang. Actuellement, seul le donjon subsiste. L'enceinte, les tours et les fossés ont disparu.